# Mustafa Ertan
Mustafa Ertan (* 21. April 1926 in Ankara; † 17. Dezember 2005 in Bursa) war ein türkischer Fußballspieler und -trainer. Durch seine Tätigkeit für Beşiktaş Istanbul wird er mit diesem Verein assoziiert. Wegen seiner Verdienste um den Fußball in Ankara wird er als eine der wichtigsten Persönlichkeiten des Hauptstadtfußballs erachtet. Zu seiner aktiven Spielerzeit wurde er wegen seiner guten Defensivarbeit und seiner physischen Stärke Beton Mustafa genannt.

## Spielerkarriere

### Verein
Ertan spielte bereits in jungen Jahren Straßenfußball. Nach seiner Schulausbildung wurde er Berufssoldat und spielte neben dieser Tätigkeit der Reihe nach für die Militärmannschaften Harbokulu Ankara, Karagücü und Muhafızgücü.
Zum Sommer 1959 wurde in der Türkei die erste landesweit auszutragende Liga, die heutige Süper Lig gegründet und bereits die erste Spielzeit durchgespielt. Eines der Gründungsmitglieder, Beşiktaş Istanbul, umwarb für die zweite Spielzeit Ertan. Dieser nahm das Angebot an, quittierte seinen Dienst bei den türkischen Streitkräften und spielte fortan in der neugeschaffenen Nationalliga für Beşiktaş. Mit dieser Mannschaft gelang ihm bereits in seiner ersten Saison die Meisterschaft der Süper Lig.
Nachdem er ein weiteres Jahr für Beşiktaş gespielt hatte, wechselte er im Sommer 1962 in der Doppelfunktion Spieler-Trainer zum Hauptstadtverein PTT und war hier drei Spielzeiten lang als Spieler und zwei Spielzeiten als Trainer aktiv. Anschließend beendete er seine aktive Laufbahn als Spieler und wechselte ins Trainerfach.

### Nationalmannschaft
Ertan bestritt sein Länderspieldebüt am 20. November 1949 beim 7:0-Sieg der türkischen Nationalmannschaft gegen Syrien.
Er gehörte in der ersten Partie der Türkische U-21-Nationalmannschaft, die am 28. Oktober 1950 im Rahmen des Mittelmeerpokals gegen die Ägyptische U-21-Nationalmannschaft gespielt wurde, zum Einsatz.
Die nachfolgenden Jahre spielte er für diverse Nationalmannschaften der Türkei. Für die reguläre Nationalmannschaft absolvierte er 29 Spiele.
Er nahm mit der türkischen Nationalmannschaft an der Weltmeisterschaft 1954 teil. Hier belegte man am Ende der Gruppenphase punktgleich mit der deutschen Auswahl den zweiten Tabellenplatz. Obwohl man das bessere Torverhältnis hatte, wurde nach der damaligen Regelung der Gruppenzweite durch ein Entscheidungsspiel zwischen diesen beiden Teams entschieden. In dieser Begegnung, die Deutschland 7:2 für sich entschied, erzielte Ertan sein erstes Länderspieltor. Mit der Nationalmannschaft nahm er auch an den Olympischen Sommerspielen 1952 und 1960 teil.

## Trainerkarriere
Ertan war ab dem Sommer 1961 für zwei Jahre beim türkischen Erstligisten PTT als Trainer und Spieler in Personalunion aktiv. Die Saison 1963/64 wurde der Trainerposten an Bedri Kaya vergeben und Ertan war somit ein Jahr lang noch als Spieler für diesen Verein aktiv.
Nach Ende seiner aktiven Laufbahn als Spieler pausierte er eine Spielzeit lang und übernahm in der Saison  1965/66 erneut PTT. Zur nächsten Saison wechselte er zum Liga- und Stadtrivalen Hacettepe und trainierte diesen Verein zwei Spielzeiten lang. Nachdem in der Saison 1967/68 der Klassenerhalt misslang, trennte er sich von diesem Verein.
Zur neuen Spielzeit übernahm er den Hauptstadtverein und Erstliganeuling Şekerspor. Diesen Verein betreute er eine Spielzeit lang.
Im Anschluss an seine Tätigkeit bei Şekerspor übernahm er am Anfang der Spielzeit 1968/69 den Zweitligisten MKE Ankaragücü. Mit diesem Verein erreichte er zum Saisonende die Meisterschaft der TFF 1. Lig und damit den direkten Aufstieg in die Süper Lig. Er betreute die Nachfolgesaison ebenfalls diesen Verein.
Im Sommer 1972 übernahm er den damals unbekannten Zweitligisten Trabzonspor und betreute den Verein eine Spielzeit lang.
Im Februar 1974 übernahm er den Erstligisten Bursaspor und führte den Verein zum Saisonende bis ins Finale des Türkischen Fußballpokal. Im Final unterlag man dann Fenerbahçe Istanbul. Trotz dieses Erfolges verließ er zum Saisonende den Verein und wurde durch Abdullah Gegiç ersetzt. Nach einer Saison ersetzte Ertan wiederum Gegiç.

## Erfolge

### Als Spieler
Mit Beşiktaş Istanbul
- Türkischer Meister: 1959/60

Mit der Türkischen Nationalmannschaft
- Teilnehmer an den Olympischen Sommerspielen: 1952, 1960
- Teilnehmer an der Weltmeisterschaft: 1954

### Als Trainer
Mit MKE Ankaragücü
- Meister der TFF 1. Lig und Aufstieg in die Süper Lig: 1968/69

Mit Bursaspor
- Türkischer Pokalfinalist: 1973/74